# Collegio cardinalizio

La basilica pontificia, simbolo del potere del collegio cardinalizio e della Chiesa cattolica romana

Il collegio cardinalizio, o sacro collegio, secondo l'Annuario pontificio è l'insieme dei cardinali della Chiesa cattolica.
Assolve tre compiti principali:
1. provvede all'elezione del papa; in conclave, tuttavia, non entrano tutti i membri del collegio cardinalizio ma solo quei cardinali che non hanno ancora compiuto l'ottantesimo anno di età il giorno precedente l'inizio della sede vacante;[1]
2. si riunisce collegialmente nel concistoro quando il papa lo convoca per valutare aspetti generali o specifici del governo della Chiesa universale;
3. assiste personalmente il papa nel suo impegno pastorale attraverso gli uffici e gli incarichi a cui è deputato.

Il collegio cardinalizio ha al suo interno un decano, eletto dai cardinali vescovi e confermato dal papa.

## Storia
Il concilio Lateranense del 1059 stabilì che l'elezione del papa dovesse avvenire esclusivamente per opera del collegio dei cardinali, dovesse avere luogo a Roma e che l'eletto fosse possibilmente scelto all'interno del clero romano. Veniva così escluso l'intervento della nobiltà romana nell'elezione dei pontefici, così come fortemente limitato il diritto dell'imperatore, al quale erano riservati il "dovuto onore e riverenza".
In precedenza, il concilio Lateranense del 769 aveva previsto che il papa eletto non potesse essere un laico e che i laici non potessero prendere parte all'elezione, ma soltanto all'acclamazione finale del candidato eletto dal clero romano. La Constitutio romana dell'824 aveva disposto che il Papa neoeletto dovesse prestare giuramento di fedeltà all'imperatore prima di intronizzarsi e che l'imperatore avesse un diritto di conferma della sua elezione. A ciò faceva da contrappeso il diritto esclusivo del papa di consacrare l'imperatore (ad esempio papa Leone III e Carlo Magno nell'800). Papa Clemente II concesse a Enrico III il diritto di nominare un candidato in caso di sede vacante.

## Struttura del collegio cardinalizio
- Cardinale decano: Giovanni Battista Re (non elettore), dei titoli delle chiese suburbicarie di Ostia e Sabina-Poggio Mirteto, dal 18 gennaio 2020;
- Cardinale sottodecano: Leonardo Sandri (non elettore), del titolo dei Santi Biagio e Carlo ai Catinari, dal 24 gennaio 2020;
- Cardinale elettore anziano[2]: Pietro Parolin, cardinale vescovo dei Santi Simone e Giuda Taddeo a Torre Angela, dal 18 novembre 2023[3];
- Cardinale protovescovo: Francis Arinze (non elettore), del titolo della chiesa suburbicaria di Velletri-Segni, dal 4 settembre 2019;
- Cardinale protopresbitero: Michael Michai Kitbunchu (non elettore), del titolo di San Lorenzo in Panisperna, dal 14 dicembre 2016;
- Cardinale protodiacono: Dominique Mamberti (elettore), della diaconia di Santo Spirito in Sassia, dal 28 ottobre 2024;
- Segretario: arcivescovo Ilson de Jesus Montanari, titolare di Capocilla, dal 28 gennaio 2014.

Nel 1150 fu istituita la carica di camerlengo del collegio, con funzioni di amministrazione del patrimonio del collegio, soppressa poi nel 1997.

## Elenco dei cardinali viventi
L'elenco è aggiornato all'8 agosto 2025, data dell'ultima variazione.
- 130 cardinali elettori
- 118 cardinali non elettori

### Lista dei cardinali elettori (in ordine di età)
Il numero dei cardinali elettori è limitato a 120 dalla costituzione apostolica Romano Pontifici Eligendo (II, I, 33) di papa Paolo VI (1º ottobre 1975) e confermato su questo punto dalla costituzione apostolica Universi Dominici Gregis (II, I, 33) di papa Giovanni Paolo II (22 febbraio 1996); tuttavia, sia lo stesso Giovanni Paolo II sia i suoi successori hanno spesso derogato alla norma.
| Nome                                       | Nascita    | Paese                | Titolo                                                                              | Ruolo | Concistoro |
| ------------------------------------------ | ---------- | -------------------- | ----------------------------------------------------------------------------------- | --- | ---------- |
| Mykola Byčok                               | 13/02/1980 | Ucraina              | Cardinale presbitero di Santa Sofia a Via Boccea                                    | Eparca dei Santi Pietro e Paolo di Melbourne degli ucraini                                                                                           | 07/12/2024 |
| Giorgio Marengo                            | 07/06/1974 | Italia               | Cardinale presbitero di San Giuda Taddeo Apostolo                                   | Prefetto apostolico di Ulan Bator | 27/08/2022 |
| Américo Manuel Alves Aguiar                | 12/12/1973 | Portogallo           | Cardinale presbitero di Sant'Antonio da Padova in Via Merulana                      | Vescovo di Setúbal | 30/09/2023 |
| George Jacob Koovakad                      | 11/08/1973 | India                | Cardinale diacono di Sant'Antonio di Padova a Circonvallazione Appia                | Prefetto del Dicastero per il dialogo interreligioso                                                                                                 | 07/12/2024 |
| Rolandas Makrickas                         | 31/01/1972 | Lituania             | Cardinale diacono di Sant'Eustachio                                                 | Arciprete della basilica di Santa Maria Maggiore | 07/12/2024 |
| Francis Leo                                | 30/06/1971 | Canada               | Cardinale presbitero di Santa Maria della Salute a Primavalle                       | Arcivescovo metropolita di Toronto | 07/12/2024 |
| Baldassare Reina                           | 26/11/1970 | Italia               | Cardinale presbitero di Santa Maria Assunta e San Giuseppe a Primavalle             | Vicario generale per la diocesi di Roma e arciprete della basilica di San Giovanni in Laterano                                                       | 07/12/2024 |
| François-Xavier Bustillo                   | 23/11/1968 | Francia              | Cardinale presbitero di Santa Maria Immacolata di Lourdes a Boccea                  | Vescovo di Ajaccio | 30/09/2023 |
| Virgílio do Carmo da Silva                 | 27/11/1967 | Timor Est            | Cardinale presbitero di Sant'Alberto Magno                                          | Arcivescovo metropolita di Dili | 27/08/2022 |
| Paulo Cezar Costa                          | 20/07/1967 | Brasile              | Cardinale presbitero dei Santi Bonifacio e Alessio                                  | Arcivescovo metropolita di Brasilia | 27/08/2022 |
| Dieudonné Nzapalainga                      | 14/03/1967 | Rep. Centrafricana   | Cardinale presbitero di Sant'Andrea della Valle                                     | Arcivescovo metropolita di Bangui | 19/11/2016 |
| Roberto Repole                             | 29/01/1967 | Italia               | Cardinale presbitero di Gesù Divin Maestro alla Pineta Sacchetti                    | Arcivescovo metropolita di Torino e Vescovo di Susa                                                                                                  | 07/12/2024 |
| José Tolentino Calaça de Mendonça          | 15/12/1965 | Portogallo           | Cardinale diacono dei Santi Domenico e Sisto                                        | Prefetto del Dicastero per la cultura e l'educazione                                                                                                 | 05/10/2019 |
| Mauro Gambetti                             | 27/10/1965 | Italia               | Cardinale diacono del Santissimo Nome di Maria al Foro Traiano                      | Vicario generale per la Città del Vaticano, arciprete della basilica di San Pietro in Vaticano e presidente della Fabbrica di San Pietro             | 28/11/2020 |
| José Cobo Cano                             | 20/09/1965 | Spagna               | Cardinale presbitero di Santa Maria in Monserrato degli Spagnoli                    | Arcivescovo metropolita di Madrid | 30/09/2023 |
| Pierbattista Pizzaballa                    | 21/04/1965 | Italia               | Cardinale presbitero di Sant'Onofrio                                                | Patriarca di Gerusalemme dei Latini | 30/09/2023 |
| Fabio Baggio                               | 15/01/1965 | Italia               | Cardinale diacono di San Filippo Neri in Eurosia                                    | Sottosegretario del Dicastero per il servizio dello sviluppo umano integrale                                                                         | 07/12/2024 |
| Augusto Paolo Lojudice                     | 01/07/1964 | Italia               | Cardinale presbitero di Santa Maria del Buon Consiglio                              | Arcivescovo metropolita di Siena-Colle di Val d'Elsa-Montalcino e Vescovo di Montepulciano-Chiusi-Pienza                                             | 28/11/2020 |
| Grzegorz Ryś                               | 09/02/1964 | Polonia              | Cardinale presbitero dei Santi Cirillo e Metodio                                    | Arcivescovo metropolita di Łódź | 30/09/2023 |
| Stephen Ameyu Martin Mulla                 | 10/01/1964 | Sudan del Sud        | Cardinale presbitero di Santa Gemma Galgani                                         | Arcivescovo metropolita di Giuba | 30/09/2023 |
| Konrad Krajewski                           | 24/11/1963 | Polonia              | Cardinale diacono di Santa Maria Immacolata all'Esquilino                           | Prefetto del Dicastero per il servizio della carità                                                                                                  | 28/06/2018 |
| Dominique Joseph Mathieu                   | 13/06/1963 | Belgio               | Cardinale presbitero di Santa Giovanna Antida Thouret                               | Arcivescovo di Teheran-Ispahan | 07/12/2024 |
| Peter Ebere Okpaleke                       | 01/03/1963 | Nigeria              | Cardinale presbitero dei Santi Martiri dell'Uganda a Poggio Ameno                   | Vescovo di Ekwulobia | 27/08/2022 |
| Domenico Battaglia                         | 20/01/1963 | Italia               | Cardinale presbitero di San Marco in Agro Laurentino                                | Arcivescovo metropolita di Napoli | 07/12/2024 |
| Víctor Manuel Fernández                    | 18/07/1962 | Argentina            | Cardinale diacono dei Santi Urbano e Lorenzo a Prima Porta                          | Prefetto del Dicastero per la dottrina della fede | 30/09/2023 |
| Jean-Paul Vesco                            | 10/03/1962 | Francia              | Cardinale presbitero del Sacro Cuore di Gesù agonizzante a Vitinia                  | Arcivescovo metropolita di Algeri | 07/12/2024 |
| Luis José Rueda Aparicio                   | 03/03/1962 | Colombia             | Cardinale presbitero di San Luca a Via Prenestina                                   | Arcivescovo metropolita di Bogotà | 30/09/2023 |
| Soane Patita Paini Mafi                    | 19/12/1961 | Tonga                | Cardinale presbitero di Santa Paola Romana                                          | Vescovo di Tonga | 14/02/2015 |
| Anthony Poola                              | 15/11/1961 | India                | Cardinale presbitero dei Santi Protomartiri a Via Aurelia Antica                    | Arcivescovo metropolita di Hyderabad | 27/08/2022 |
| Ignace Bessi Dogbo                         | 17/08/1961 | Costa d'Avorio       | Cardinale presbitero dei Santi Mario e Compagni Martiri                             | Arcivescovo metropolita di Abidjan | 07/12/2024 |
| Jaime Spengler                             | 06/09/1960 | Brasile              | Cardinale presbitero di San Gregorio Magno alla Magliana Nuova                      | Arcivescovo metropolita di Porto Alegre | 07/12/2024 |
| Ángel Fernández Artime                     | 21/08/1960 | Spagna               | Cardinale diacono di Santa Maria Ausiliatrice in Via Tuscolana                      | Pro-prefetto del Dicastero per gli istituti di vita consacrata e le società di vita apostolica e legato pontificio per le basiliche papali di Assisi | 30/09/2023 |
| Protase Rugambwa                           | 31/05/1960 | Tanzania             | Cardinale presbitero di Santa Maria in Montesanto                                   | Arcivescovo metropolita di Tabora | 30/09/2023 |
| Fridolin Ambongo Besungu                   | 24/01/1960 | RD del Congo         | Cardinale presbitero di San Gabriele Arcangelo all'Acqua Traversa                   | Arcivescovo metropolita di Kinshasa | 05/10/2019 |
| Sérgio da Rocha                            | 21/10/1959 | Brasile              | Cardinale presbitero di Santa Croce in Via Flaminia                                 | Arcivescovo metropolita di San Salvador di Bahia | 19/11/2016 |
| Stephen Chow Sau-yan                       | 07/08/1959 | Cina                 | Cardinale presbitero di San Giovanni Battista de La Salle                           | Vescovo di Hong Kong | 30/09/2023 |
| Daniel Fernando Sturla Berhouet            | 04/07/1959 | Uruguay              | Cardinale presbitero di Santa Galla                                                 | Arcivescovo metropolita di Montevideo | 14/02/2015 |
| Baselios Cleemis Thottunkal                | 15/06/1959 | India                | Cardinale presbitero di San Gregorio VII                                            | Arcivescovo maggiore di Trivandrum dei siro-malankaresi                                                                                              | 24/11/2012 |
| Pablo Virgilio Siongco David               | 02/03/1959 | Filippine            | Cardinale presbitero della Trasfigurazione di Nostro Signore Gesù Cristo            | Vescovo di Kalookan | 07/12/2024 |
| Jean-Marc Aveline                          | 26/12/1958 | Francia              | Cardinale presbitero di Santa Maria ai Monti                                        | Arcivescovo metropolita di Marsiglia | 27/08/2022 |
| Chibly Langlois                            | 29/11/1958 | Haiti                | Cardinale presbitero di San Giacomo in Augusta                                      | Vescovo di Les Cayes | 22/02/2014 |
| Antoine Kambanda                           | 10/11/1958 | Ruanda               | Cardinale presbitero di San Sisto                                                   | Arcivescovo metropolita di Kigali | 28/11/2020 |
| Tarcisius Isao Kikuchi                     | 01/11/1958 | Giappone             | Cardinale presbitero di San Giovanni Leonardi                                       | Arcivescovo metropolita di Tokyo | 07/12/2024 |
| Ángel Sixto Rossi                          | 11/08/1958 | Argentina            | Cardinale presbitero di Santa Bernadette Soubirous                                  | Arcivescovo metropolita di Córdoba | 30/09/2023 |
| Jean-Claude Hollerich                      | 09/08/1958 | Lussemburgo          | Cardinale presbitero di San Giovanni Crisostomo a Monte Sacro Alto                  | Arcivescovo di Lussemburgo | 05/10/2019 |
| William Goh Seng Chye                      | 25/06/1957 | Singapore            | Cardinale presbitero di Santa Maria "Regina Pacis" in Ostia mare                    | Arcivescovo di Singapore | 27/08/2022 |
| Gérald Cyprien Lacroix                     | 27/07/1957 | Canada               | Cardinale presbitero di San Giuseppe all'Aurelio                                    | Arcivescovo metropolita di Québec | 22/02/2014 |
| Luis Antonio Tagle                         | 21/06/1957 | Filippine            | Cardinale vescovo di Albano                                                         | Pro-prefetto della sezione per la prima evangelizzazione e le nuove Chiese particolari del Dicastero per l'evangelizzazione                          | 24/11/2012 |
| Fernando Natalio Chomalí Garib             | 10/03/1957 | Cile                 | Cardinale presbitero di San Mauro Abate                                             | Arcivescovo metropolita di Santiago del Cile | 07/12/2024 |
| Mario Grech                                | 20/02/1957 | Malta                | Cardinale diacono dei Santi Cosma e Damiano                                         | Segretario generale del Sinodo dei Vescovi | 28/11/2020 |
| John Ribat                                 | 09/02/1957 | Papua Nuova Guinea   | Cardinale presbitero di San Giovanni Battista de' Rossi                             | Arcivescovo metropolita di Port Moresby | 19/11/2016 |
| Stephen Brislin                            | 24/09/1956 | Sudafrica            | Cardinale presbitero di Santa Maria Domenica Mazzarello                             | Arcivescovo metropolita di Johannesburg | 30/09/2023 |
| Ladislav Német                             | 07/09/1956 | Serbia               | Cardinale presbitero di Santa Maria Stella Maris                                    | Arcivescovo metropolita di Belgrado | 07/12/2024 |
| Rainer Maria Woelki                        | 18/08/1956 | Germania             | Cardinale presbitero di San Giovanni Maria Vianney                                  | Arcivescovo metropolita di Colonia | 18/02/2012 |
| Luis Gerardo Cabrera Herrera               | 11/10/1955 | Ecuador              | Cardinale presbitero della Sacra Famiglia di Nazareth a Centocelle                  | Arcivescovo metropolita di Guayaquil | 07/12/2024 |
| Matteo Maria Zuppi                         | 11/10/1955 | Italia               | Cardinale presbitero di Sant'Egidio                                                 | Arcivescovo metropolita di Bologna | 05/10/2019 |
| Claudio Gugerotti                          | 07/10/1955 | Italia               | Cardinale diacono di Sant'Ambrogio della Massima                                    | Prefetto del Dicastero per le Chiese orientali | 30/09/2023 |
| Pietro Parolin                             | 17/01/1955 | Italia               | Cardinale vescovo dei Santi Simone e Giuda Taddeo a Torre Angela                    | Cardinale segretario di Stato | 22/02/2014 |
| Désiré Tsarahazana                         | 13/06/1954 | Madagascar           | Cardinale presbitero di San Gregorio Barbarigo alle Tre Fontane                     | Arcivescovo metropolita di Toamasina | 28/06/2018 |
| Robert Walter McElroy                      | 05/02/1954 | Stati Uniti          | Cardinale presbitero di San Frumenzio ai Prati Fiscali                              | Arcivescovo metropolita di Washington | 27/08/2022 |
| Angelo De Donatis                          | 04/01/1954 | Italia               | Cardinale presbitero di San Marco                                                   | Penitenziere maggiore | 28/06/2018 |
| Reinhard Marx                              | 21/09/1953 | Germania             | Cardinale presbitero di San Corbiniano                                              | Arcivescovo metropolita di Monaco e Frisinga e coordinatore del Consiglio per l'economia                                                             | 20/11/2010 |
| Willem Jacobus Eĳk                         | 22/06/1953 | Paesi Bassi          | Cardinale presbitero di San Callisto                                                | Arcivescovo metropolita di Utrecht | 18/02/2012 |
| Filipe Neri Ferrão                         | 20/01/1953 | India                | Cardinale presbitero di Santa Maria in Via                                          | Arcivescovo metropolita di Goa e Damão | 27/08/2022 |
| Péter Erdő                                 | 25/06/1952 | Ungheria             | Cardinale presbitero di Santa Maria Nuova                                           | Arcivescovo metropolita di Esztergom-Budapest | 21/10/2003 |
| Vicente Bokalic Iglic                      | 11/06/1952 | Argentina            | Cardinale presbitero di Santa Maria Maddalena in Campo Marzio                       | Arcivescovo di Santiago del Estero | 07/12/2024 |
| Cristóbal López Romero                     | 19/05/1952 | Spagna               | Cardinale presbitero di San Leone I                                                 | Arcivescovo di Rabat | 05/10/2019 |
| Joseph William Tobin                       | 03/05/1952 | Stati Uniti          | Cardinale presbitero di Santa Maria delle Grazie a Via Trionfale                    | Arcivescovo metropolita di Newark | 19/11/2016 |
| Jose Fuerte Advincula                      | 30/03/1952 | Filippine            | Cardinale presbitero di San Vigilio                                                 | Arcivescovo metropolita di Manila | 28/11/2020 |
| Dominique Mamberti                         | 07/03/1952 | Francia              | Cardinale diacono di Santo Spirito in Sassia                                        | Prefetto del Supremo tribunale della Segnatura apostolica e Cardinale protodiacono                                                                   | 14/02/2015 |
| Lazarus You Heung-sik                      | 17/11/1951 | Corea del Sud        | Cardinale diacono di Gesù Buon Pastore alla Montagnola                              | Prefetto del Dicastero per il clero | 27/08/2022 |
| Sebastian Francis                          | 11/11/1951 | Malaysia             | Cardinale presbitero di Santa Maria Causa Nostrae Laetitiae                         | Vescovo di Penang | 30/09/2023 |
| Adalberto Martínez Flores                  | 08/07/1951 | Paraguay             | Cardinale presbitero di San Giovanni a Porta Latina                                 | Arcivescovo metropolita di Asunción | 27/08/2022 |
| Leonardo Ulrich Steiner                    | 06/11/1950 | Brasile              | Cardinale presbitero di San Leonardo da Porto Maurizio ad Acilia                    | Arcivescovo metropolita di Manaus | 27/08/2022 |
| Philippe Barbarin                          | 17/10/1950 | Francia              | Cardinale presbitero della Santissima Trinità al Monte Pincio                       | Arcivescovo emerito di Lione | 21/10/2003 |
| Oscar Cantoni                              | 01/09/1950 | Italia               | Cardinale presbitero di Santa Maria "Regina Pacis" a Monte Verde                    | Vescovo di Como | 27/08/2022 |
| Ignatius Suharyo Hardjoatmodjo             | 09/07/1950 | Indonesia            | Cardinale presbitero di Spirito Santo alla Ferratella                               | Arcivescovo metropolita di Giacarta | 05/10/2019 |
| Orani João Tempesta                        | 23/06/1950 | Brasile              | Cardinale presbitero di Santa Maria Madre della Provvidenza a Monte Verde           | Arcivescovo metropolita di Rio de Janeiro | 22/02/2014 |
| Kurt Koch                                  | 15/03/1950 | Svizzera             | Cardinale presbitero pro hac vice di Nostra Signora del Sacro Cuore                 | Prefetto del Dicastero per la promozione dell'unità dei cristiani                                                                                    | 20/11/2010 |
| Arthur Roche                               | 06/03/1950 | Regno Unito          | Cardinale diacono di San Saba                                                       | Prefetto del Dicastero per il culto divino e la disciplina dei sacramenti                                                                            | 27/08/2022 |
| Carlos Castillo Mattasoglio                | 28/02/1950 | Perù                 | Cardinale presbitero di Santa Maria delle Grazie a Casal Boccone                    | Arcivescovo metropolita di Lima | 07/12/2024 |
| Timothy Dolan                              | 06/02/1950 | Stati Uniti          | Cardinale presbitero di Nostra Signora di Guadalupe a Monte Mario                   | Arcivescovo metropolita di New York | 18/02/2012 |
| Kazimierz Nycz                             | 01/02/1950 | Polonia              | Cardinale presbitero dei Santi Silvestro e Martino ai Monti                         | Arcivescovo emerito di Varsavia | 20/11/2010 |
| Carlos Aguiar Retes                        | 09/01/1950 | Messico              | Cardinale presbitero dei Santi Fabiano e Venanzio a Villa Fiorelli                  | Arcivescovo metropolita di Città del Messico | 19/11/2016 |
| Arlindo Gomes Furtado                      | 15/11/1949 | Capo Verde           | Cardinale presbitero di San Timoteo                                                 | Vescovo di Santiago di Cabo Verde | 14/02/2015 |
| James Michael Harvey                       | 20/10/1949 | Stati Uniti          | Cardinale presbitero pro hac vice di San Pio V a Villa Carpegna                     | Arciprete della basilica di San Paolo fuori le mura                                                                                                  | 24/11/2012 |
| Anders Arborelius                          | 24/09/1949 | Svezia               | Cardinale presbitero di Santa Maria degli Angeli                                    | Vescovo di Stoccolma | 28/06/2017 |
| Odilo Pedro Scherer                        | 21/09/1949 | Brasile              | Cardinale presbitero di Sant'Andrea al Quirinale                                    | Arcivescovo metropolita di San Paolo | 24/11/2007 |
| Francis Xavier Kriengsak Kovithavanij      | 27/06/1949 | Thailandia           | Cardinale presbitero di Santa Maria Addolorata                                      | Arcivescovo emerito di Bangkok | 14/02/2015 |
| Daniel Nicholas DiNardo                    | 23/05/1949 | Stati Uniti          | Cardinale presbitero di Sant'Eusebio                                                | Arcivescovo emerito di Galveston-Houston | 24/11/2007 |
| Josip Bozanić                              | 20/03/1949 | Croazia              | Cardinale presbitero di San Girolamo dei Croati                                     | Arcivescovo emerito di Zagabria | 21/10/2003 |
| Blase Joseph Cupich                        | 19/03/1949 | Stati Uniti          | Cardinale presbitero di San Bartolomeo all'Isola                                    | Arcivescovo metropolita di Chicago | 19/11/2016 |
| Leopoldo José Brenes Solórzano             | 07/03/1949 | Nicaragua            | Cardinale presbitero di San Gioacchino ai Prati di Castello                         | Arcivescovo metropolita di Managua | 22/02/2014 |
| Thomas Aquino Manyo Maeda                  | 03/03/1949 | Giappone             | Cardinale presbitero di Santa Pudenziana                                            | Arcivescovo metropolita di Osaka-Takamatsu | 28/06/2018 |
| José Francisco Robles Ortega               | 02/03/1949 | Messico              | Cardinale presbitero di Santa Maria della Presentazione                             | Arcivescovo metropolita di Guadalajara | 24/11/2007 |
| Charles Maung Bo                           | 29/10/1948 | Birmania             | Cardinale presbitero di Sant'Ireneo a Centocelle                                    | Arcivescovo metropolita di Yangon | 14/02/2015 |
| Peter Kodwo Appiah Turkson                 | 11/10/1948 | Ghana                | Cardinale presbitero di San Liborio                                                 | Cancelliere della Pontificia accademia delle scienze e della Pontificia accademia delle scienze sociali                                              | 21/10/2003 |
| Giuseppe Petrocchi                         | 19/08/1948 | Italia               | Cardinale presbitero di San Giovanni Battista dei Fiorentini                        | Arcivescovo emerito dell'Aquila | 28/06/2018 |
| Manuel José Macário do Nascimento Clemente | 16/07/1948 | Portogallo           | Cardinale presbitero di Sant'Antonio in Campo Marzio                                | Patriarca emerito di Lisbona | 14/02/2015 |
| Berhaneyesus Demerew Souraphiel            | 14/07/1948 | Etiopia              | Cardinale presbitero di San Romano Martire                                          | Arcieparca metropolita di Addis Abeba | 14/02/2015 |
| Juan de la Caridad García Rodríguez        | 11/07/1948 | Cuba                 | Cardinale presbitero dei Santi Aquila e Priscilla                                   | Arcivescovo metropolita di San Cristóbal de la Habana                                                                                                | 05/10/2019 |
| Louis Raphaël I Sako                       | 04/07/1948 | Iraq                 | Cardinale vescovo                                                                   | Patriarca di Baghdad dei Caldei | 28/06/2018 |
| Raymond Leo Burke                          | 30/06/1948 | Stati Uniti          | Cardinale presbitero pro hac vice di Sant'Agata dei Goti                            | Patrono emerito del Sovrano Militare Ordine di Malta                                                                                                 | 20/11/2010 |
| John Atcherley Dew                         | 05/05/1948 | Nuova Zelanda        | Cardinale presbitero di Sant'Ippolito                                               | Arcivescovo emerito di Wellington | 14/02/2015 |
| Gerhard Ludwig Müller                      | 31/12/1947 | Germania             | Cardinale presbitero pro hac vice di Sant'Agnese in Agone                           | Prefetto emerito della Congregazione per la dottrina della fede                                                                                      | 22/02/2014 |
| Marcello Semeraro                          | 22/12/1947 | Italia               | Cardinale diacono di Santa Maria in Domnica                                         | Prefetto del Dicastero delle cause dei santi | 28/11/2020 |
| Wilton Daniel Gregory                      | 07/12/1947 | Stati Uniti          | Cardinale presbitero dell'Immacolata Concezione di Maria a Grottarossa              | Arcivescovo emerito di Washington | 28/11/2020 |
| Mario Aurelio Poli                         | 29/11/1947 | Argentina            | Cardinale presbitero di San Roberto Bellarmino                                      | Arcivescovo emerito di Buenos Aires | 22/02/2014 |
| Albert Malcolm Ranjith Patabendige Don     | 15/11/1947 | Sri Lanka            | Cardinale presbitero di San Lorenzo in Lucina                                       | Arcivescovo metropolita di Colombo | 20/11/2010 |
| Kevin Joseph Farrell                       | 02/09/1947 | Stati Uniti          | Cardinale diacono di San Giuliano Martire                                           | Prefetto del Dicastero per i laici, la famiglia e la vita, Camerlengo di Santa Romana Chiesa e presidente della Commissione di materie riservate     | 19/11/2016 |
| Álvaro Leonel Ramazzini Imeri              | 16/07/1947 | Guatemala            | Cardinale presbitero di San Giovanni Evangelista a Spinaceto                        | Vescovo di Huehuetenango | 05/10/2019 |
| Jozef De Kesel                             | 17/06/1947 | Belgio               | Cardinale presbitero dei Santi Giovanni e Paolo                                     | Arcivescovo emerito di Malines-Bruxelles | 19/11/2016 |
| António Augusto dos Santos Marto           | 05/05/1947 | Portogallo           | Cardinale presbitero di Santa Maria sopra Minerva                                   | Vescovo emerito di Leiria-Fátima | 28/06/2018 |
| João Braz de Aviz                          | 24/04/1947 | Brasile              | Cardinale presbitero pro hac vice di Sant'Elena fuori Porta Prenestina              | Prefetto emerito del Dicastero per gli istituti di vita consacrata e le società di vita apostolica                                                   | 18/02/2012 |
| Giuseppe Betori                            | 25/02/1947 | Italia               | Cardinale presbitero di San Marcello                                                | Arcivescovo emerito di Firenze | 18/02/2012 |
| Emil Paul Tscherrig                        | 03/02/1947 | Svizzera             | Cardinale diacono di San Giuseppe in Via Trionfale                                  | Nunzio apostolico emerito in Italia e nella Repubblica di San Marino                                                                                 | 30/09/2023 |
| Thomas Christopher Collins                 | 16/01/1947 | Canada               | Cardinale presbitero di San Patrizio                                                | Arcivescovo emerito di Toronto | 18/02/2012 |
| Michael Czerny                             | 18/07/1946 | Canada               | Cardinale diacono di San Michele Arcangelo                                          | Prefetto del Dicastero per il servizio dello sviluppo umano integrale                                                                                | 05/10/2019 |
| Francesco Montenegro                       | 22/05/1946 | Italia               | Cardinale presbitero dei Santi Andrea e Gregorio al Monte Celio                     | Arcivescovo emerito di Agrigento | 14/02/2015 |
| Juan José Omella                           | 21/04/1946 | Spagna               | Cardinale presbitero di Santa Croce in Gerusalemme                                  | Arcivescovo metropolita di Barcellona | 28/06/2017 |
| Fernando Filoni                            | 15/04/1946 | Italia               | Cardinale vescovo di Nostra Signora di Coromoto in San Giovanni di Dio              | Gran maestro dell'Ordine equestre del Santo Sepolcro di Gerusalemme                                                                                  | 18/02/2012 |
| Christophe Pierre                          | 30/01/1946 | Francia              | Cardinale diacono di San Benedetto fuori Porta San Paolo                            | Nunzio apostolico negli Stati Uniti d'America | 30/09/2023 |
| Mario Zenari                               | 05/01/1946 | Italia               | Cardinale diacono di Santa Maria delle Grazie alle Fornaci fuori Porta Cavalleggeri | Nunzio apostolico in Siria | 19/11/2016 |
| John Njue                                  | 01/01/1946 | Kenya                | Cardinale presbitero del Preziosissimo Sangue di Nostro Signore Gesù Cristo         | Arcivescovo emerito di Nairobi | 24/11/2007 |
| Philippe Nakellentuba Ouédraogo            | 31/12/1945 | Burkina Faso         | Cardinale presbitero di Santa Maria Consolatrice al Tiburtino                       | Arcivescovo emerito di Ouagadougou | 22/02/2014 |
| Jean-Pierre Kutwa                          | 22/12/1945 | Costa d'Avorio       | Cardinale presbitero di Santa Emerenziana a Tor Fiorenza                            | Arcivescovo emerito di Abidjan | 22/02/2014 |
| Vincent Nichols                            | 08/11/1945 | Regno Unito          | Cardinale presbitero del Santissimo Redentore e Sant'Alfonso in Via Merulana        | Arcivescovo metropolita di Westminster | 22/02/2014 |
| Antonio Cañizares Llovera                  | 15/10/1945 | Spagna               | Cardinale presbitero di San Pancrazio fuori le mura                                 | Arcivescovo emerito di Valencia | 24/03/2006 |
| Vinko Puljić                               | 08/09/1945 | Bosnia ed Erzegovina | Cardinale presbitero di Santa Chiara a Vigna Clara                                  | Arcivescovo emerito di Sarajevo | 26/11/1994 |
| Timothy Radcliffe                          | 22/08/1945 | Regno Unito          | Cardinale diacono dei Santissimi Nomi di Gesù e Maria in via Lata                   | Già Maestro generale dell'Ordine dei predicatori | 07/12/2024 |

### Lista dei cardinali non elettori (in ordine di età)
Non sono elettori i cardinali che al giorno precedente l'inizio della sede vacante, hanno già compiuto l'80º anno di età.
| Nome                             | Nascita    | Paese           | Titolo                                                                                         | Ruolo | Concistoro |
| -------------------------------- | ---------- | --------------- | ---------------------------------------------------------------------------------------------- | --- | ---------- |
| Giovanni Angelo Becciu           | 02/06/1948 | Italia          | Cardinale diacono di San Lino                                                                  | Prefetto emerito della Congregazione delle cause dei santi | 28/06/2018 |
| Joseph Coutts                    | 21/07/1945 | Pakistan        | Cardinale presbitero di San Bonaventura da Bagnoregio                                          | Arcivescovo emerito di Karachi | 28/06/2018 |
| Stanisław Ryłko                  | 04/07/1945 | Polonia         | Cardinale presbitero pro hac vice del Sacro Cuore di Cristo Re                                 | Arciprete emerito della basilica di Santa Maria Maggiore | 24/11/2007 |
| Robert Sarah                     | 15/06/1945 | Guinea          | Cardinale presbitero pro hac vice di San Giovanni Bosco in via Tuscolana                       | Prefetto emerito della Congregazione per il culto divino e la disciplina dei sacramenti                                                                          | 20/11/2010 |
| Carlos Osoro Sierra              | 16/05/1945 | Spagna          | Cardinale presbitero di Santa Maria in Trastevere                                              | Arcivescovo emerito di Madrid | 19/11/2016 |
| George Alencherry                | 19/04/1945 | India           | Cardinale presbitero di San Bernardo alle Terme Diocleziane                                    | Arcivescovo maggiore emerito di Ernakulam-Angamaly | 18/02/2012 |
| Celestino Aós Braco              | 06/04/1945 | Cile            | Cardinale presbitero dei Santi Nereo e Achilleo                                                | Arcivescovo emerito di Santiago del Cile | 28/11/2020 |
| Fernando Vérgez Alzaga           | 01/03/1945 | Spagna          | Cardinale diacono di Santa Maria della Mercede e Sant'Adriano a Villa Albani                   | Presidente emerito del Governatorato dello Stato della Città del Vaticano                                                                                        | 27/08/2022 |
| Christoph Schönborn              | 22/01/1945 | Austria         | Cardinale presbitero di Gesù Divin Lavoratore                                                  | Arcivescovo emerito di Vienna e presidente della Commissione cardinalizia di vigilanza dell'Istituto per le Opere di Religione                                   | 21/02/1998 |
| Oswald Gracias                   | 24/12/1944 | India           | Cardinale presbitero di San Paolo della Croce a Corviale                                       | Arcivescovo emerito di Bombay | 24/11/2007 |
| Baltazar Enrique Porras Cardozo  | 10/10/1944 | Venezuela       | Cardinale presbitero dei Santi Giovanni Evangelista e Petronio                                 | Arcivescovo emerito di Caracas | 19/11/2016 |
| Jean-Pierre Ricard               | 26/09/1944 | Francia         | Cardinale presbitero di Sant'Agostino                                                          | Arcivescovo emerito di Bordeaux | 24/03/2006 |
| Mauro Piacenza                   | 15/09/1944 | Italia          | Cardinale presbitero pro hac vice di San Paolo alle Tre Fontane                                | Penitenziere maggiore emerito | 20/11/2010 |
| Polycarp Pengo                   | 05/08/1944 | Tanzania        | Cardinale presbitero di Nostra Signora de La Salette                                           | Arcivescovo emerito di Dar-es-Salaam | 21/02/1998 |
| Sean Patrick O'Malley            | 29/06/1944 | Stati Uniti     | Cardinale presbitero di Santa Maria della Vittoria                                             | Arcivescovo emerito di Boston | 24/03/2006 |
| Marc Ouellet                     | 08/06/1944 | Canada          | Cardinale vescovo di Santa Maria in Traspontina                                                | Prefetto emerito del Dicastero per i vescovi | 21/10/2003 |
| Luis Francisco Ladaria Ferrer    | 19/04/1944 | Spagna          | Cardinale diacono di Sant'Ignazio di Loyola a Campo Marzio                                     | Prefetto emerito del Dicastero per la dottrina della fede | 28/06/2018 |
| Louis-Marie Ling Mangkhanekhoun  | 08/04/1944 | Laos            | Cardinale presbitero di San Silvestro in Capite                                                | Vicario apostolico emerito di Vientiane | 28/06/2017 |
| José Luis Lacunza Maestrojuán    | 24/02/1944 | Panama          | Cardinale presbitero di San Giuseppe da Copertino                                              | Vescovo emerito di David | 14/02/2015 |
| Pedro Ricardo Barreto Jimeno     | 12/02/1944 | Perù            | Cardinale presbitero di Santi Pietro e Paolo a Via Ostiense                                    | Arcivescovo emerito di Huancayo | 28/06/2018 |
| John Olorunfemi Onaiyekan        | 29/01/1944 | Nigeria         | Cardinale presbitero di San Saturnino                                                          | Arcivescovo emerito di Abuja | 24/11/2012 |
| Juan Luis Cipriani Thorne        | 28/12/1943 | Perù            | Cardinale presbitero di San Camillo de Lellis agli Orti Sallustiani                            | Arcivescovo emerito di Lima | 21/02/2001 |
| Jean Zerbo                       | 27/12/1943 | Mali            | Cardinale presbitero di Sant'Antonio da Padova in Via Tuscolana                                | Arcivescovo emerito di Bamako | 28/06/2017 |
| Andrew Yeom Soo-jung             | 05/12/1943 | Corea del Sud   | Cardinale presbitero di San Crisogono                                                          | Arcivescovo emerito di Seul | 22/02/2014 |
| Leonardo Sandri                  | 18/11/1943 | Argentina       | Cardinale vescovo dei Santi Biagio e Carlo ai Catinari                                         | Sottodecano del collegio cardinalizio e Prefetto emerito del Dicastero per le Chiese orientali                                                                   | 24/11/2007 |
| Patrick D'Rozario                | 01/10/1943 | Bangladesh      | Cardinale presbitero di Nostra Signora del Santissimo Sacramento e Santi Martiri Canadesi      | Arcivescovo emerito di Dacca | 19/11/2016 |
| Angelo Comastri                  | 17/09/1943 | Italia          | Cardinale presbitero pro hac vice di San Salvatore in Lauro                                    | Vicario generale emerito per la Città del Vaticano, arciprete emerito della basilica di San Pietro in Vaticano e presidente emerito della Fabbrica di San Pietro | 24/11/2007 |
| Giuseppe Versaldi                | 30/07/1943 | Italia          | Cardinale presbitero pro hac vice del Sacro Cuore di Gesù a Castro Pretorio                    | Prefetto emerito della Congregazione per l'educazione cattolica                                                                                                  | 18/02/2012 |
| Crescenzio Sepe                  | 02/06/1943 | Italia          | Cardinale presbitero pro hac vice di Dio Padre Misericordioso                                  | Arcivescovo emerito di Napoli | 21/02/2001 |
| Dominik Duka                     | 26/04/1943 | Rep. Ceca       | Cardinale presbitero dei Santi Marcellino e Pietro                                             | Arcivescovo emerito di Praga | 18/02/2012 |
| Domenico Calcagno                | 03/02/1943 | Italia          | Cardinale presbitero pro hac vice dell'Annunciazione della Beata Vergine Maria a Via Ardeatina | Presidente emerito dell'Amministrazione del patrimonio della Sede Apostolica                                                                                     | 18/02/2012 |
| Angelo Bagnasco                  | 14/01/1943 | Italia          | Cardinale presbitero della Gran Madre di Dio                                                   | Arcivescovo emerito di Genova | 24/11/2007 |
| Óscar Andrés Rodríguez Maradiaga | 29/12/1942 | Honduras        | Cardinale presbitero di Santa Maria della Speranza                                             | Arcivescovo emerito di Tegucigalpa | 21/02/2001 |
| Gianfranco Ravasi                | 18/10/1942 | Italia          | Cardinale presbitero pro hac vice di San Giorgio in Velabro                                    | Presidente emerito del Pontificio consiglio della cultura e della Pontificia commissione di archeologia sacra                                                    | 20/11/2010 |
| Giuseppe Bertello                | 01/10/1942 | Italia          | Cardinale presbitero pro hac vice dei Santi Vito, Modesto e Crescenzia                         | Presidente emerito del Governatorato dello Stato della Città del Vaticano                                                                                        | 18/02/2012 |
| Rubén Salazar Gómez              | 22/09/1942 | Colombia        | Cardinale presbitero di San Gerardo Maiella                                                    | Arcivescovo emerito di Bogotà | 24/11/2012 |
| Gregorio Rosa Chávez             | 03/09/1942 | El Salvador     | Cardinale presbitero di Santissimo Sacramento a Tor de' Schiavi                                | Già vescovo ausiliare dell'arcidiocesi di San Salvador | 28/06/2017 |
| Arrigo Miglio                    | 18/07/1942 | Italia          | Cardinale presbitero di San Clemente                                                           | Arcivescovo emerito di Cagliari | 27/08/2022 |
| Gianfranco Ghirlanda             | 05/07/1942 | Italia          | Cardinale diacono del Santissimo Nome di Gesù                                                  | Patrono del Sovrano Militare Ordine di Malta | 27/08/2022 |
| Norberto Rivera Carrera          | 06/06/1942 | Messico         | Cardinale presbitero di San Francesco d'Assisi a Ripa Grande                                   | Arcivescovo emerito di Città del Messico | 21/02/1998 |
| Ricardo Blázquez Pérez           | 13/04/1942 | Spagna          | Cardinale presbitero di Santa Maria in Vallicella                                              | Arcivescovo emerito di Valladolid | 14/02/2015 |
| Gualtiero Bassetti               | 07/04/1942 | Italia          | Cardinale presbitero di Santa Cecilia                                                          | Arcivescovo emerito di Perugia-Città della Pieve | 22/02/2014 |
| Jorge Enrique Jiménez Carvajal   | 29/03/1942 | Colombia        | Cardinale presbitero di Santa Dorotea                                                          | Arcivescovo emerito di Cartagena | 27/08/2022 |
| Fortunato Frezza                 | 06/02/1942 | Italia          | Cardinale diacono di Santa Maria in Via Lata                                                   | Canonico della basilica di San Pietro | 27/08/2022 |
| Ricardo Ezzati Andrello          | 07/01/1942 | Cile            | Cardinale presbitero del Santissimo Redentore a Val Melaina                                    | Arcivescovo emerito di Santiago del Cile | 22/02/2014 |
| Angelo Scola                     | 07/11/1941 | Italia          | Cardinale presbitero dei Santi XII Apostoli                                                    | Arcivescovo emerito di Milano | 21/10/2003 |
| Beniamino Stella                 | 18/08/1941 | Italia          | Cardinale vescovo di Porto-Santa Rufina                                                        | Prefetto emerito della Congregazione per il clero | 22/02/2014 |
| Maurice Piat                     | 19/07/1941 | Mauritius       | Cardinale presbitero di Santa Teresa al Corso d'Italia                                         | Vescovo emerito di Port-Louis | 19/11/2016 |
| Wilfrid Fox Napier               | 08/03/1941 | Sudafrica       | Cardinale presbitero di San Francesco d'Assisi ad Acilia                                       | Arcivescovo emerito di Durban | 21/02/2001 |
| Gabriel Zubeir Wako              | 27/02/1941 | Sudan           | Cardinale presbitero di Sant'Atanasio a via Tiburtina                                          | Arcivescovo emerito di Khartoum | 21/10/2003 |
| Donald William Wuerl             | 12/11/1940 | Stati Uniti     | Cardinale presbitero di San Pietro in Vincoli                                                  | Arcivescovo emerito di Washington | 20/11/2010 |
| Silvano Maria Tomasi             | 12/10/1940 | Italia          | Cardinale diacono di San Nicola in Carcere                                                     | Delegato speciale emerito presso il Sovrano Militare Ordine di Malta                                                                                             | 28/11/2020 |
| Lorenzo Baldisseri               | 29/09/1940 | Italia          | Cardinale presbitero pro hac vice di Sant'Anselmo all'Aventino                                 | Segretario generale emerito del Sinodo dei Vescovi | 22/02/2014 |
| Agostino Marchetto               | 28/08/1940 | Italia          | Cardinale diacono di Santa Maria Goretti                                                       | Segretario emerito del Pontificio consiglio della pastorale per i migranti e gli itineranti                                                                      | 30/09/2023 |
| Enrico Feroci                    | 27/08/1940 | Italia          | Cardinale diacono di Santa Maria del Divino Amore a Castel di Leva                             | Parroco del Santuario della Madonna del Divino Amore a Castel di Leva                                                                                            | 28/11/2020 |
| Felipe Arizmendi Esquivel        | 01/05/1940 | Messico         | Cardinale presbitero di San Luigi Grignion de Montfort                                         | Vescovo emerito di San Cristobal de Las Casas | 28/11/2020 |
| Agostino Vallini                 | 17/04/1940 | Italia          | Cardinale presbitero pro hac vice di San Pier Damiani ai Monti di San Paolo                    | Legato pontificio emerito per le basiliche papali di Assisi | 24/03/2006 |
| Béchara Boutros Raï              | 25/02/1940 | Libano          | Cardinale vescovo                                                                              | Patriarca di Antiochia dei maroniti | 24/11/2012 |
| Edoardo Menichelli               | 14/10/1939 | Italia          | Cardinale presbitero dei Sacri Cuori di Gesù e Maria a Tor Fiorenza                            | Arcivescovo emerito di Ancona-Osimo | 14/02/2015 |
| Seán Baptist Brady               | 16/08/1939 | Irlanda         | Cardinale presbitero dei Santi Quirico e Giulitta                                              | Arcivescovo emerito di Armagh | 24/11/2007 |
| John Tong Hon                    | 31/07/1939 | Cina            | Cardinale presbitero della Regina Apostolorum                                                  | Vescovo emerito di Hong Kong | 18/02/2012 |
| Diego Rafael Padrón Sánchez      | 17/05/1939 | Venezuela       | Cardinale presbitero di San Gaetano                                                            | Arcivescovo emerito di Cumaná | 30/09/2023 |
| Stanisław Dziwisz                | 27/04/1939 | Polonia         | Cardinale presbitero di Santa Maria del Popolo                                                 | Arcivescovo emerito di Cracovia | 24/03/2006 |
| Edwin Frederick O'Brien          | 08/04/1939 | Stati Uniti     | Cardinale presbitero pro hac vice di San Sebastiano al Palatino                                | Gran maestro emerito dell'Ordine equestre del Santo Sepolcro di Gerusalemme                                                                                      | 18/02/2012 |
| Orlando Beltran Quevedo          | 11/03/1939 | Filippine       | Cardinale presbitero di Santa Maria "Regina Mundi" a Torre Spaccata                            | Arcivescovo emerito di Cotabato | 22/02/2014 |
| Alberto Suárez Inda              | 30/01/1939 | Messico         | Cardinale presbitero di San Policarpo                                                          | Arcivescovo emerito di Morelia | 14/02/2015 |
| Sigitas Tamkevičius              | 07/11/1938 | Lituania        | Cardinale presbitero di Sant'Angela Merici                                                     | Arcivescovo emerito di Kaunas | 05/10/2019 |
| Aquilino Bocos Merino            | 17/05/1938 | Spagna          | Cardinale diacono di Santa Lucia del Gonfalone                                                 | Superiore generale emerito dei Missionari figli del Cuore Immacolato di Maria                                                                                    | 28/06/2018 |
| Pierre Nguyễn Văn Nhơn           | 01/04/1938 | Vietnam         | Cardinale presbitero di San Tommaso Apostolo                                                   | Arcivescovo emerito di Hà Nôi | 14/02/2015 |
| Manuel Monteiro de Castro        | 29/03/1938 | Portogallo      | Cardinale presbitero pro hac vice di San Domenico di Guzmán                                    | Penitenziere maggiore emerito | 18/02/2012 |
| Francesco Coccopalmerio          | 06/03/1938 | Italia          | Cardinale presbitero pro hac vice di San Giuseppe dei Falegnami                                | Presidente emerito del Pontificio consiglio per i testi legislativi                                                                                              | 18/02/2012 |
| Paolo Romeo                      | 20/02/1938 | Italia          | Cardinale presbitero pro hac vice di Santa Maria Odigitria dei Siciliani                       | Arcivescovo emerito di Palermo | 20/11/2010 |
| Antonio Maria Vegliò             | 03/02/1938 | Italia          | Cardinale presbitero pro hac vice di San Cesareo in Palatio                                    | Presidente emerito del Pontificio consiglio della pastorale per i migranti e gli itineranti                                                                      | 18/02/2012 |
| Michael Louis Fitzgerald         | 17/08/1937 | Regno Unito     | Cardinale diacono di Santa Maria in Portico Campitelli                                         | Nunzio apostolico emerito in Egitto | 05/10/2019 |
| Lluís Martinez Sistach           | 29/04/1937 | Spagna          | Cardinale presbitero di San Sebastiano alle Catacombe                                          | Arcivescovo emerito di Barcellona | 24/11/2007 |
| Toribio Ticona Porco             | 25/04/1937 | Bolivia         | Cardinale presbitero di Santi Gioacchino e Anna al Tuscolano                                   | Prelato emerito di Corocoro | 28/06/2018 |
| Raymundo Damasceno Assis         | 15/02/1937 | Brasile         | Cardinale presbitero dell'Immacolata al Tiburtino                                              | Arcivescovo emerito di Aparecida | 20/11/2010 |
| Audrys Juozas Bačkis             | 01/02/1937 | Lituania        | Cardinale presbitero della Natività di Nostro Signore Gesù Cristo in Via Gallia                | Arcivescovo emerito di Vilnius | 21/02/2001 |
| Théodore-Adrien Sarr             | 28/11/1936 | Senegal         | Cardinale presbitero di Santa Lucia a Piazza d'Armi                                            | Arcivescovo emerito di Dakar | 24/11/2007 |
| Ennio Antonelli                  | 18/11/1936 | Italia          | Cardinale presbitero di Sant'Andrea delle Fratte                                               | Presidente emerito del Pontificio consiglio per la famiglia | 21/10/2003 |
| Nicolás de Jesús López Rodríguez | 31/10/1936 | Rep. Dominicana | Cardinale presbitero di San Pio X alla Balduina                                                | Arcivescovo emerito di Santo Domingo e Ordinario militare emerito per la Repubblica Dominicana                                                                   | 28/06/1991 |
| Antonio María Rouco Varela       | 20/08/1936 | Spagna          | Cardinale presbitero di San Lorenzo in Damaso                                                  | Arcivescovo emerito di Madrid | 21/02/1998 |
| Anthony Olubunmi Okogie          | 16/06/1936 | Nigeria         | Cardinale presbitero della Beata Vergine Maria del Monte Carmelo a Mostacciano                 | Arcivescovo emerito di Lagos | 21/10/2003 |
| Roger Michael Mahony             | 27/02/1936 | Stati Uniti     | Cardinale presbitero dei Santi Quattro Coronati                                                | Arcivescovo emerito di Los Angeles | 28/06/1991 |
| Santos Abril y Castelló          | 21/09/1935 | Spagna          | Cardinale presbitero pro hac vice di San Ponziano                                              | Arciprete emerito della basilica di Santa Maria Maggiore | 18/02/2012 |
| Justin Francis Rigali            | 19/04/1935 | Stati Uniti     | Cardinale presbitero di Santa Prisca                                                           | Arcivescovo emerito di Filadelfia | 21/10/2003 |
| Giovanni Lajolo                  | 03/01/1935 | Italia          | Cardinale presbitero pro hac vice di Santa Maria Liberatrice a Monte Testaccio                 | Presidente emerito del Governatorato dello Stato della Città del Vaticano                                                                                        | 24/11/2007 |
| Julius Riyadi Darmaatmadja       | 20/12/1934 | Indonesia       | Cardinale presbitero del Sacro Cuore di Maria                                                  | Arcivescovo emerito di Giacarta | 26/11/1994 |
| Tarcisio Bertone                 | 02/12/1934 | Italia          | Cardinale vescovo di Frascati                                                                  | Cardinale segretario di Stato emerito | 21/10/2003 |
| Luis Héctor Villalba             | 11/10/1934 | Argentina       | Cardinale presbitero di San Girolamo a Corviale                                                | Arcivescovo emerito di Tucumán | 14/02/2015 |
| Franc Rodé                       | 23/09/1934 | Slovenia        | Cardinale presbitero pro hac vice di San Francesco Saverio alla Garbatella                     | Prefetto emerito della Congregazione per gli istituti di vita consacrata e le società di vita apostolica                                                         | 24/03/2006 |
| Raniero Cantalamessa             | 22/07/1934 | Italia          | Cardinale diacono di Sant'Apollinare alle Terme Neroniane-Alessandrine                         | Predicatore emerito della Casa Pontificia | 28/11/2020 |
| Francesco Monterisi              | 28/05/1934 | Italia          | Cardinale presbitero pro hac vice di San Paolo alla Regola                                     | Arciprete emerito della basilica di San Paolo fuori le mura | 20/11/2010 |
| Jean-Baptiste Phạm Minh Mẫn      | 05/03/1934 | Vietnam         | Cardinale presbitero di San Giustino                                                           | Arcivescovo emerito di Hô Chí Minh | 21/10/2003 |
| Giovanni Battista Re             | 30/01/1934 | Italia          | Cardinale vescovo di Ostia e Sabina-Poggio Mirteto                                             | Decano del collegio cardinalizio e prefetto emerito della Congregazione per i vescovi                                                                            | 21/02/2001 |
| Raffaele Farina                  | 24/09/1933 | Italia          | Cardinale presbitero pro hac vice di San Giovanni della Pigna                                  | Archivista e Bibliotecario emerito di Santa Romana Chiesa | 24/11/2007 |
| Francisco Javier Errázuriz Ossa  | 05/09/1933 | Cile            | Cardinale presbitero di Santa Maria della Pace                                                 | Arcivescovo emerito di Santiago del Cile | 21/02/2001 |
| Juan Sandoval Íñiguez            | 28/03/1933 | Messico         | Cardinale presbitero di Nostra Signora di Guadalupe e San Filippo Martire in Via Aurelia       | Arcivescovo emerito di Guadalajara | 26/11/1994 |
| Walter Kasper                    | 05/03/1933 | Germania        | Cardinale presbitero di Ognissanti in Via Appia Nuova                                          | Presidente emerito del Pontificio consiglio per la promozione dell'unità dei cristiani                                                                           | 21/02/2001 |
| Francis Arinze                   | 01/11/1932 | Nigeria         | Cardinale vescovo di Velletri-Segni                                                            | Prefetto emerito della Congregazione per il culto divino e la disciplina dei sacramenti e Cardinale protovescovo                                                 | 25/05/1985 |
| Gaudencio Rosales                | 10/08/1932 | Filippine       | Cardinale presbitero del Santissimo Nome di Maria a Via Latina                                 | Arcivescovo emerito di Manila | 24/03/2006 |
| James Francis Stafford           | 26/07/1932 | Stati Uniti     | Cardinale presbitero di San Pietro in Montorio                                                 | Penitenziere maggiore emerito | 21/02/1998 |
| Joseph Zen Ze-kiun               | 13/01/1932 | Cina            | Cardinale presbitero di Santa Maria Madre del Redentore a Tor Bella Monaca                     | Vescovo emerito di Hong Kong | 24/03/2006 |
| José Saraiva Martins             | 06/01/1932 | Portogallo      | Cardinale vescovo di Palestrina                                                                | Prefetto emerito della Congregazione delle cause dei santi | 21/02/2001 |
| Lucian Mureșan                   | 23/05/1931 | Romania         | Cardinale presbitero di Sant'Atanasio                                                          | Arcivescovo maggiore di Făgăraș e Alba Iulia | 18/02/2012 |
| Camillo Ruini                    | 19/02/1931 | Italia          | Cardinale presbitero di Sant'Agnese fuori le mura                                              | Cardinale vicario emerito di Roma | 28/06/1991 |
| Jānis Pujats                     | 14/11/1930 | Lettonia        | Cardinale presbitero di Santa Silvia                                                           | Arcivescovo emerito di Riga | 21/02/1998 |
| Salvatore De Giorgi              | 06/09/1930 | Italia          | Cardinale presbitero di Santa Maria in Ara Coeli                                               | Arcivescovo emerito di Palermo | 21/02/1998 |
| Paul Poupard                     | 30/08/1930 | Francia         | Cardinale presbitero di Santa Prassede                                                         | Presidente emerito del Pontificio consiglio della cultura | 25/05/1985 |
| Julián Herranz Casado            | 31/03/1930 | Spagna          | Cardinale presbitero pro hac vice di Sant'Eugenio                                              | Presidente emerito del Pontificio consiglio per i testi legislativi                                                                                              | 21/10/2003 |
| Adam Joseph Maida                | 18/03/1930 | Stati Uniti     | Cardinale presbitero dei Santi Vitale, Valeria, Gervasio e Protasio                            | Arcivescovo emerito di Detroit | 26/11/1994 |
| Michael Michai Kitbunchu         | 25/01/1929 | Thailandia      | Cardinale presbitero di San Lorenzo in Panisperna                                              | Arcivescovo emerito di Bangkok e Cardinale protopresbitero | 02/02/1983 |
| Walter Brandmüller               | 05/01/1929 | Germania        | Cardinale presbitero pro hac vice di San Giuliano dei Fiamminghi                               | Presidente emerito del Pontificio comitato di scienze storiche                                                                                                   | 20/11/2010 |
| Ernest Simoni                    | 19/10/1928 | Albania         | Cardinale diacono di Santa Maria della Scala                                                   | Presbitero dell'Arcidiocesi di Scutari-Pult | 19/11/2016 |
| Friedrich Wetter                 | 20/02/1928 | Germania        | Cardinale presbitero di Santo Stefano al Monte Celio                                           | Arcivescovo emerito di Monaco e Frisinga | 25/05/1985 |
| Júlio Duarte Langa               | 27/10/1927 | Mozambico       | Cardinale presbitero di San Gabriele dell'Addolorata                                           | Vescovo emerito di Xai-Xai | 14/02/2015 |
| Emmanuel Wamala                  | 15/12/1926 | Uganda          | Cardinale presbitero di Sant'Ugo                                                               | Arcivescovo emerito di Kampala | 26/11/1994 |
| Angelo Acerbi                    | 23/09/1925 | Italia          | Cardinale diacono dei Santi Angeli Custodi a Città Giardino                                    | Prelato emerito del Sovrano Militare Ordine di Malta | 07/12/2024 |

## Statistiche

### Numero dei cardinali per origine geografica
|                         | Elettori | Non elettori | Totale |
| ----------------------- | -------- | ------------ | ------ |
| Italia                  | 19       | 34           | 53     |
| Francia                 | 6        | 2            | 8      |
| Spagna                  | 5        | 9            | 14     |
| Portogallo              | 4        | 2            | 6      |
| Germania                | 3        | 3            | 6      |
| Polonia                 | 3        | 2            | 5      |
| Regno Unito             | 3        | 1            | 4      |
| Belgio                  | 2        | 0            | 2      |
| Svizzera                | 2        | 0            | 2      |
| Lituania                | 1        | 2            | 3      |
| Bosnia ed Erzegovina    | 1        | 0            | 1      |
| Croazia                 | 1        | 0            | 1      |
| Lussemburgo             | 1        | 0            | 1      |
| Malta                   | 1        | 0            | 1      |
| Paesi Bassi             | 1        | 0            | 1      |
| Serbia                  | 1        | 0            | 1      |
| Svezia                  | 1        | 0            | 1      |
| Ucraina                 | 1        | 0            | 1      |
| Ungheria                | 1        | 0            | 1      |
| Albania                 | 0        | 1            | 1      |
| Austria                 | 0        | 1            | 1      |
| Irlanda                 | 0        | 1            | 1      |
| Lettonia                | 0        | 1            | 1      |
| Rep. Ceca               | 0        | 1            | 1      |
| Romania                 | 0        | 1            | 1      |
| Slovenia                | 0        | 1            | 1      |
| Totale Europa           | 57       | 62           | 119    |
| Stati Uniti             | 9        | 7            | 16     |
| Canada                  | 4        | 1            | 5      |
| Messico                 | 2        | 4            | 6      |
| Totale America del Nord | 15       | 12           | 27     |
| Cuba                    | 1        | 0            | 1      |
| Guatemala               | 1        | 0            | 1      |
| Haiti                   | 1        | 0            | 1      |
| Nicaragua               | 1        | 0            | 1      |
| El Salvador             | 0        | 1            | 1      |
| Honduras                | 0        | 1            | 1      |
| Panama                  | 0        | 1            | 1      |
| Rep. Dominicana         | 0        | 1            | 1      |
| Totale America Centrale | 4        | 4            | 8      |
| Brasile                 | 7        | 1            | 8      |
| Argentina               | 4        | 2            | 6      |
| Cile                    | 1        | 3            | 4      |
| Colombia                | 1        | 2            | 3      |
| Perù                    | 1        | 2            | 3      |
| Ecuador                 | 1        | 0            | 1      |
| Paraguay                | 1        | 0            | 1      |
| Uruguay                 | 1        | 0            | 1      |
| Venezuela               | 0        | 2            | 2      |
| Bolivia                 | 0        | 1            | 1      |
| Totale America del Sud  | 17       | 13           | 30     |
| India                   | 4        | 2            | 6      |
| Filippine               | 3        | 2            | 5      |
| Giappone                | 2        | 0            | 2      |
| Cina                    | 1        | 2            | 3      |
| Corea del Sud           | 1        | 1            | 2      |
| Indonesia               | 1        | 1            | 2      |
| Thailandia              | 1        | 1            | 2      |
| Birmania                | 1        | 0            | 1      |
| Iraq                    | 1        | 0            | 1      |
| Malaysia                | 1        | 0            | 1      |
| Singapore               | 1        | 0            | 1      |
| Sri Lanka               | 1        | 0            | 1      |
| Timor Est               | 1        | 0            | 1      |
| Vietnam                 | 0        | 2            | 2      |
| Bangladesh              | 0        | 1            | 1      |
| Laos                    | 0        | 1            | 1      |
| Libano                  | 0        | 1            | 1      |
| Pakistan                | 0        | 1            | 1      |
| Totale Asia             | 19       | 15           | 34     |
| Costa d'Avorio          | 2        | 0            | 2      |
| Nigeria                 | 1        | 3            | 4      |
| Sudafrica               | 1        | 1            | 2      |
| Tanzania                | 1        | 1            | 2      |
| Burkina Faso            | 1        | 0            | 1      |
| Capo Verde              | 1        | 0            | 1      |
| Etiopia                 | 1        | 0            | 1      |
| Ghana                   | 1        | 0            | 1      |
| Kenya                   | 1        | 0            | 1      |
| Madagascar              | 1        | 0            | 1      |
| Rep. Centrafricana      | 1        | 0            | 1      |
| RD del Congo            | 1        | 0            | 1      |
| Ruanda                  | 1        | 0            | 1      |
| Sudan del Sud           | 1        | 0            | 1      |
| Guinea                  | 0        | 1            | 1      |
| Mali                    | 0        | 1            | 1      |
| Mauritius               | 0        | 1            | 1      |
| Mozambico               | 0        | 1            | 1      |
| Senegal                 | 0        | 1            | 1      |
| Sudan                   | 0        | 1            | 1      |
| Uganda                  | 0        | 1            | 1      |
| Totale Africa           | 15       | 12           | 27     |
| Nuova Zelanda           | 1        | 0            | 1      |
| Papua Nuova Guinea      | 1        | 0            | 1      |
| Tonga                   | 1        | 0            | 1      |
| Totale Oceania          | 3        | 0            | 3      |
| TOTALE                  | 130      | 118          | 248    |

### Numero dei cardinali per concistoro
|                             | Elettori | Non elettori | Totale |
| --------------------------- | -------- | ------------ | ------ |
| Febbraio 1983               | 0        | 1            | 1      |
| Maggio 1985                 | 0        | 3            | 3      |
| Giugno 1991                 | 0        | 3            | 3      |
| Novembre 1994               | 1        | 4            | 5      |
| Febbraio 1998               | 0        | 7            | 7      |
| Febbraio 2001               | 0        | 9            | 9      |
| Ottobre 2003                | 4        | 9            | 13     |
| Creati da Giovanni Paolo II | 5        | 36           | 41     |
| Marzo 2006                  | 1        | 7            | 8      |
| Novembre 2007               | 4        | 10           | 14     |
| Novembre 2010               | 5        | 8            | 13     |
| Febbraio 2012               | 7        | 12           | 19     |
| Novembre 2012               | 3        | 3            | 6      |
| Creati da Benedetto XVI     | 20       | 40           | 60     |
| Febbraio 2014               | 10       | 6            | 16     |
| Febbraio 2015               | 10       | 7            | 17     |
| Novembre 2016               | 9        | 5            | 14     |
| Giugno 2017                 | 2        | 3            | 5      |
| Giugno 2018                 | 7        | 6            | 13     |
| Ottobre 2019                | 9        | 2            | 11     |
| Novembre 2020               | 7        | 5            | 12     |
| Agosto 2022                 | 14       | 5            | 19     |
| Settembre 2023              | 17       | 2            | 19     |
| Dicembre 2024               | 20       | 1            | 21     |
| Creati da Francesco         | 105      | 42           | 147    |
| TOTALE                      | 130      | 118          | 248    |

### Numero dei cardinali per ordini religiosi
| Ordine religioso                      | Sigla         | Elettori | Non elettori | Totale |
| ------------------------------------- | ------------- | -------- | ------------ | ------ |
| Salesiani                             | S.D.B.        | 5        | 5            | 10     |
| Gesuiti                               | S.I.          | 4        | 5            | 9      |
| Frati cappuccini                      | O.F.M.Cap.    | 1        | 3            | 4      |
| Francescani                           | O.F.M.        | 4        | 1            | 5      |
| Francescani conventuali               | O.F.M. Conv.  | 3        | 0            | 3      |
| Domenicani                            | O.P.          | 2        | 2            | 4      |
| Vincenziani                           | C.M.          | 2        | 1            | 3      |
| Redentoristi                          | C.SS.R.       | 2        | 0            | 2      |
| Verbiti                               | S.V.D.        | 2        | 0            | 2      |
| Scalabriniani                         | C.S.          | 1        | 1            | 2      |
| Spiritani                             | C.S.Sp.       | 1        | 1            | 2      |
| Istituto secolare Pio X               | I.S.P.X.      | 1        | 0            | 1      |
| Missionari del Sacro Cuore di Gesù    | M.S.C.        | 1        | 0            | 1      |
| Cistercensi                           | O.Cist.       | 1        | 0            | 1      |
| Carmelitani scalzi                    | O.C.D.        | 1        | 0            | 1      |
| Missionari della Consolata            | I.M.C.        | 1        | 0            | 1      |
| Claretiani                            | C.M.F.        | 0        | 2            | 2      |
| Sulpiziani                            | P.S.S.        | 0        | 1            | 1      |
| Eudisti                               | C.I.M.        | 0        | 1            | 1      |
| Agostiniani recolletti                | O.A.R.        | 0        | 1            | 1      |
| Congregazione di Santa Croce          | C.S.C.        | 0        | 1            | 1      |
| Ordine maronita Mariamita             | O.M.M.        | 0        | 1            | 1      |
| Legionari di Cristo                   | L.C.          | 0        | 1            | 1      |
| Missionari d'Africa                   | M.Afr.        | 0        | 1            | 1      |
| Missionari oblati di Maria Immacolata | O.M.I.        | 0        | 1            | 1      |
| Istituto dei padri di Schönstatt      | P. Schönstatt | 0        | 1            | 1      |
| Totale per Ordini religiosi           | 32            | 30       | 62           |        |
| Non appartenenti a Ordini religiosi   |               | 98       | 88           | 186    |
| TOTALE                                | 130           | 118      | 248          |        |

## Evoluzione nella composizione dal 1831

### Pontificato di Gregorio XVI
Dopo l'elezione del cardinale Bartolomeo Alberto (in religione Mauro) Cappellari, il collegio dei cardinali era costituito da 53 cardinali.
Gregorio XVI ha creato 75 cardinali.
Durante il suo pontificato sono deceduti 65 cardinali e 1 si è dimesso.
| Data                                 | Avvenimento                                                                      | Totale |
| ------------------------------------ | -------------------------------------------------------------------------------- | ------ |
| 2 febbraio 1831                      | Elezione papale del cardinale Bartolomeo Alberto (in religione Mauro) Cappellari | 53     |
| dal 25 febbraio 1831 al 4 marzo 1846 | Cardinali creati                                                                 | +75    |
| dal 25 febbraio 1831 al 4 marzo 1846 | Cardinali deceduti                                                               | -65    |
| dal 25 febbraio 1831 al 4 marzo 1846 | Cardinali dimessi                                                                | -1     |
| 1º giugno 1846                       | Morte di papa Gregorio XVI                                                       | 62     |

### Pontificato di Pio IX
Dopo l'elezione del cardinale Giovanni Maria Mastai Ferretti, il collegio dei cardinali era costituito da 61 cardinali.
Pio IX ha creato 123 cardinali.
Durante il suo pontificato sono deceduti 120 cardinali.
| Data                                 | Avvenimento                                                  | Totale |
| ------------------------------------ | ------------------------------------------------------------ | ------ |
| 16 giugno 1846                       | Elezione papale del cardinale Giovanni Maria Mastai Ferretti | 61     |
| dal 5 luglio 1846 al 18 ottobre 1877 | Cardinali creati                                             | +123   |
| dal 5 luglio 1846 al 18 ottobre 1877 | Cardinali deceduti                                           | -120   |
| 7 febbraio 1878                      | Morte di papa Pio IX                                         | 64     |

### Pontificato di Leone XIII
Dopo l'elezione del cardinale Vincenzo Gioacchino Pecci, il collegio dei cardinali era costituito da 63 cardinali.
Leone XIII ha creato 147 cardinali.
Durante il suo pontificato 146 cardinali sono deceduti.
| Data                                   | Avvenimento                                             | Totale |
| -------------------------------------- | ------------------------------------------------------- | ------ |
| 20 febbraio 1878                       | Elezione papale del cardinale Vincenzo Gioacchino Pecci | 63     |
| dal 27 febbraio 1878 al 22 giugno 1903 | Cardinali creati                                        | 147    |
| dal 27 febbraio 1878 al 22 giugno 1903 | Cardinali deceduti                                      | -146   |
| 20 luglio 1903                         | Morte di papa Leone XIII                                | 64     |

### Pontificato di Pio X
Dopo l'elezione del cardinale Giuseppe Sarto, il collegio dei cardinali era costituito da 63 cardinali.
Pio X ha creato 50 cardinali.
Durante il suo pontificato 48 cardinali sono deceduti.
| Data                                  | Avvenimento                                  | Totale |
| ------------------------------------- | -------------------------------------------- | ------ |
| 4 agosto 1903                         | Elezione papale del cardinale Giuseppe Sarto | 63     |
| dal 9 novembre 1903 al 31 luglio 1914 | Cardinali creati                             | 50     |
| dal 9 novembre 1903 al 31 luglio 1914 | Cardinali deceduti                           | -48    |
| 20 agosto 1914                        | Morte di papa Pio X                          | 65     |

### Pontificato di Benedetto XV
Dopo l'elezione del cardinale Giacomo della Chiesa, il collegio dei cardinali era costituito da 64 cardinali.
Benedetto XV ha creato 32 cardinali.
Durante il suo pontificato 35 cardinali sono deceduti; 1 cardinale è deceduto durante la sede vacante.
| Data                                    | Avvenimento                                        | Totale |
| --------------------------------------- | -------------------------------------------------- | ------ |
| 3 settembre 1914                        | Elezione papale del cardinale Giacomo della Chiesa | 64     |
| dal 10 ottobre 1914 al 21 dicembre 1921 | Cardinali creati                                   | 32     |
| dal 10 ottobre 1914 al 21 dicembre 1921 | Cardinali deceduti                                 | -35    |
| 22 gennaio 1922                         | Morte di papa Benedetto XV                         | 61     |
| 22 gennaio 1922                         | Morte del cardinale Enrique Almaraz y Santos       | 60     |

### Pontificato di Pio XI
Dopo l'elezione del cardinale Achille Ratti, il collegio dei cardinali era costituito da 59 cardinali.
Pio XI ha creato 76 cardinali.
Durante il suo pontificato 72 cardinali sono deceduti e 1 si è dimesso.
| Data                                   | Avvenimento                                 | Totale |
| -------------------------------------- | ------------------------------------------- | ------ |
| 6 febbraio 1922                        | Elezione papale del cardinale Achille Ratti | 59     |
| dal 25 giugno 1922 al 30 dicembre 1938 | Cardinali creati                            | 76     |
| dal 25 giugno 1922 al 30 dicembre 1938 | Cardinali deceduti o dimessi                | -73    |
| 10 febbraio 1939                       | Morte di papa Pio XI                        | 62     |

### Pontificato di Pio XII
Dopo l'elezione del cardinale Eugenio Pacelli, il collegio dei cardinali era costituito da 61 cardinali.
Pio XII ha creato 56 cardinali.
Durante il suo pontificato, 62 cardinali sono deceduti; 2 cardinali sono deceduti durante la sede vacante.
| Data                                 | Avvenimento                                   | Totale |
| ------------------------------------ | --------------------------------------------- | ------ |
| 2 marzo 1939                         | Elezione papale del cardinale Eugenio Pacelli | 61     |
| dal 1º aprile 1939 al 26 maggio 1958 | Cardinali creati                              | 56     |
| dal 1º aprile 1939 al 26 maggio 1958 | Cardinali deceduti                            | -62    |
| 9 ottobre 1958                       | Morte di papa Pio XII                         | 55     |
| 17 ottobre 1958                      | Morte del cardinale Celso Costantini          | 54     |
| 25 ottobre 1958                      | Morte del cardinale Edward Mooney             | 53     |

### Pontificato di Giovanni XXIII
Dopo l'elezione del cardinale Angelo Giuseppe Roncalli, il collegio dei cardinali era costituito da 52 cardinali.
Giovanni XXIII ha creato 52 cardinali.
Durante il suo pontificato 22 cardinali sono deceduti.
| Data                                 | Avvenimento                                            | Totale |
| ------------------------------------ | ------------------------------------------------------ | ------ |
| 28 ottobre 1958                      | Elezione papale del cardinale Angelo Giuseppe Roncalli | 52     |
| dal 4 dicembre 1958 al 20 marzo 1963 | Cardinali creati                                       | 52     |
| dal 4 dicembre 1958 al 20 marzo 1963 | Cardinali deceduti                                     | -22    |
| 3 giugno 1963                        | Morte di papa Giovanni XXIII                           | 82     |

### Pontificato di Paolo VI
Dopo l'elezione del cardinale Giovanni Battista Montini, il collegio dei cardinali era costituito da 81 cardinali.
Paolo VI ha creato 143 cardinali.
Durante il suo pontificato 45 cardinali hanno superato l'80º anno di età perdendo quindi il diritto di voto in conclave e 94 sono deceduti (64 elettori); 1 cardinale è deceduto durante la sede vacante.
| Data                                   | Avvenimento                                             | Elettori | Non elettori | Totale |
| -------------------------------------- | ------------------------------------------------------- | -------- | ------------ | ------ |
| 21 giugno 1963                         | Elezione papale del cardinale Giovanni Battista Montini | 81       |              | 81     |
| dal 22 luglio 1963 all'8 dicembre 1970 | Cardinali creati                                        | 87       |              | 87     |
| dal 22 luglio 1963 all'8 dicembre 1970 | Cardinali deceduti                                      | -42      |              | -42    |
| 1º gennaio 1971                        | Entrata in vigore dell'Ingravescentem Aetatem           | -25      | 25           | 0      |
| dal 20 gennaio 1971 al 18 marzo 1978   | Cardinali creati                                        | 56       |              | 56     |
| dal 20 gennaio 1971 al 18 marzo 1978   | Cardinali divenuti ottuagenari                          | -20      | 20           | 0      |
| dal 20 gennaio 1971 al 18 marzo 1978   | Cardinali deceduti                                      | -22      | -30          | -52    |
| 6 agosto 1978                          | Morte di papa Paolo VI                                  | 115      | 15           | 130    |
| 16 agosto 1978                         | Morte del cardinale Paul Yü Pin                         | 114      | 15           | 129    |

### Pontificato di Giovanni Paolo I
Dopo l'elezione del cardinale Albino Luciani, il collegio dei cardinali era costituito da 128 cardinali di cui 113 elettori.
Durante il suo breve pontificato Giovanni Paolo I non ha creato alcun cardinale.
Due cardinali elettori sono morti, uno durante il suo pontificato e uno durante la successiva sede vacante.
| Data              | Avvenimento                                  | Elettori | Non elettori | Totale |
| ----------------- | -------------------------------------------- | -------- | ------------ | ------ |
| 26 agosto 1978    | Elezione papale del cardinale Albino Luciani | 113      | 15           | 128    |
| 11 settembre 1978 | Morte del cardinale Valerian Gracias         | 112      | 15           | 127    |
| 28 settembre 1978 | Morte di papa Giovanni Paolo I               | 112      | 15           | 127    |
| 14 ottobre 1978   | Morte del cardinale Bolesław Filipiak        | 111      | 15           | 126    |

### Pontificato di Giovanni Paolo II
Dopo l'elezione del cardinale Karol Wojtyła, il collegio dei cardinali era costituito da 125 cardinali di cui 110 elettori.
Giovanni Paolo II ha creato 231 cardinali di cui 210 elettori (al momento della nomina).
Durante il suo pontificato 136 cardinali hanno superato l'80º anno di età perdendo quindi il diritto di voto in conclave e 173 sono deceduti (67 elettori).
| Data                                  | Avvenimento                                 | Elettori | Non elettori | Totale |
| ------------------------------------- | ------------------------------------------- | -------- | ------------ | ------ |
| 16 ottobre 1978                       | Elezione papale del cardinale Karol Wojtyła | 110      | 15           | 125    |
| dal 27 novembre 1978 al 18 marzo 2005 | Cardinali creati                            | 210      | 21           | 231    |
| dal 27 novembre 1978 al 18 marzo 2005 | Cardinali divenuti ottuagenari              | -136     | 136          | 0      |
| dal 27 novembre 1978 al 18 marzo 2005 | Cardinali deceduti                          | -67      | -106         | -173   |
| 2 aprile 2005                         | Morte di papa Giovanni Paolo II             | 117      | 66           | 183    |

### Pontificato di Benedetto XVI
Dopo l'elezione del cardinale Joseph Ratzinger, il collegio dei cardinali era costituito da 182 cardinali di cui 116 elettori.
Benedetto XVI ha creato 90 cardinali di cui 74 elettori (al momento della nomina).
Durante il suo pontificato 65 cardinali hanno superato l'80º anno di età perdendo quindi il diritto di voto in conclave e 65 sono deceduti (8 elettori).
| Data                                   | Avvenimento                                    | Elettori | Non elettori | Totale |
| -------------------------------------- | ---------------------------------------------- | -------- | ------------ | ------ |
| 19 aprile 2005                         | Elezione papale del cardinale Joseph Ratzinger | 116      | 66           | 182    |
| dal 21 giugno 2005 al 28 febbraio 2013 | Cardinali creati                               | 74       | 16           | 90     |
| dal 21 giugno 2005 al 28 febbraio 2013 | Cardinali divenuti ottuagenari                 | -65      | 65           | 0      |
| dal 21 giugno 2005 al 28 febbraio 2013 | Cardinali deceduti                             | -8       | -57          | -65    |
| 28 febbraio 2013                       | Rinuncia di papa Benedetto XVI                 | 117      | 90           | 207    |
| 5 marzo 2013                           | 80º genetliaco del cardinale Walter Kasper     | 117      | 90           | 207    |

### Pontificato di Francesco
Dopo l'elezione del cardinale Jorge Mario Bergoglio, il collegio dei cardinali era costituito da 206 cardinali di cui 115 elettori.
Francesco ha creato 163 cardinali di cui 133 elettori al momento della nomina.
Durante il suo pontificato 101 cardinali hanno superato l'80º anno di età perdendo quindi il diritto di voto in conclave, 116 sono deceduti, di cui 10 elettori, e 3 si sono dimessi, di cui 2 elettori.
| Data                                | Avvenimento                                         | Elettori | Non elettori | Totale |
| ----------------------------------- | --------------------------------------------------- | -------- | ------------ | ------ |
| 13 marzo 2013                       | Elezione papale del cardinale Jorge Mario Bergoglio | 115      | 91           | 206    |
| dal 18 marzo 2013 al 19 aprile 2025 | Cardinali creati                                    | 133      | 30           | 163    |
| dal 18 marzo 2013 al 19 aprile 2025 | Cardinali divenuti ottuagenari                      | -101     | 101          | 0      |
| dal 18 marzo 2013 al 19 aprile 2025 | Cardinali deceduti                                  | -10      | -106         | -116   |
| dal 18 marzo 2013 al 19 aprile 2025 | Cardinali dimessi                                   | -2       | +2 -1        | -1     |
| 21 aprile 2025                      | Morte di papa Francesco                             | 135      | 117          | 252    |

### Pontificato di Leone XIV
Dopo l'elezione del cardinale Robert Francis Prevost, il collegio dei cardinali era costituito da 251 cardinali di cui 134 elettori. Durante il suo pontificato 4 cardinali hanno superato l'80º anno di età perdendo quindi il diritto di voto in conclave e 3 sono deceduti.
| Data                           | Avvenimento                                          | Elettori | Non elettori | Totale |
| ------------------------------ | ---------------------------------------------------- | -------- | ------------ | ------ |
| 8 maggio 2025                  | Elezione papale del cardinale Robert Francis Prevost | 134      | 117          | 251    |
| dal 16 maggio 2025             |                                                      |          |              |        |
| Cardinali divenuti ottuagenari | -4                                                   | 4        | 0            |        |
| Cardinali deceduti             | 0                                                    | -3       | -3           |        |
| Cardinali viventi              | 130                                                  | 118      | 248          |        |

### Avvenimenti degli ultimi dodici mesi
| Data              | Avvenimento                                                                   | Paese              | Elettori | Non elettori | Totale |
| ----------------- | ----------------------------------------------------------------------------- | ------------------ | -------- | ------------ | ------ |
| 15 settembre 2024 | 80º genetliaco del cardinale Mauro Piacenza                                   | Italia             | 123      | 113          | 236    |
| 26 settembre 2024 | 80º genetliaco del cardinale Jean-Pierre Ricard                               | Francia            | 122      | 114          | 236    |
| 28 settembre 2024 | Morte del cardinale Alexandre do Nascimento                                   | Angola             | 122      | 113          | 235    |
| 10 ottobre 2024   | 80º genetliaco del cardinale Baltazar Enrique Porras Cardozo                  | Venezuela          | 121      | 114          | 235    |
| 20 ottobre 2024   | Morte del cardinale Eugenio Dal Corso                                         | Italia             | 121      | 113          | 234    |
| 28 ottobre 2024   | Morte del cardinale Renato Raffaele Martino                                   | Italia             | 121      | 112          | 233    |
| 25 novembre 2024  | Morte del cardinale Miguel Ángel Ayuso Guixot                                 | Spagna             | 120      | 112          | 232    |
| 7 dicembre 2024   | Concistoro per la creazione di 21 cardinali di cui 20 elettori                | Città del Vaticano | 140      | 113          | 253    |
| 24 dicembre 2024  | 80º genetliaco del cardinale Oswald Gracias                                   | India              | 139      | 114          | 253    |
| 31 dicembre 2024  | Morte del cardinale Angelo Amato                                              | Italia             | 139      | 113          | 252    |
| 22 gennaio 2025   | 80º genetliaco del cardinale Christoph Schönborn                              | Austria            | 138      | 114          | 252    |
| 1º marzo 2025     | 80º genetliaco del cardinale Fernando Vérgez Alzaga                           | Spagna             | 137      | 115          | 252    |
| 6 aprile 2025     | 80º genetliaco del cardinale Celestino Aós Braco                              | Cile               | 136      | 116          | 252    |
| 19 aprile 2025    | 80º genetliaco del cardinale George Alencherry                                | India              | 135      | 117          | 252    |
| 8 maggio 2025     | Elezione papale del cardinale Robert Francis Prevost con il nome di Leone XIV | Città del Vaticano | 134      | 117          | 251    |
| 16 maggio 2025    | 80º genetliaco del cardinale Carlos Osoro Sierra                              | Spagna             | 133      | 118          | 251    |
| 15 giugno 2025    | 80º genetliaco del cardinale Robert Sarah                                     | Guinea             | 132      | 119          | 251    |
| 30 giugno 2025    | Morte del cardinale Luis Pascual Dri                                          | Argentina          | 132      | 118          | 250    |
| 4 luglio 2025     | 80º genetliaco del cardinale Stanisław Ryłko                                  | Polonia            | 131      | 119          | 250    |
| 18 luglio 2025    | Morte del cardinale André Vingt-Trois                                         | Francia            | 131      | 118          | 249    |
| 21 luglio 2025    | 80º genetliaco del cardinale Joseph Coutts                                    | Pakistan           | 130      | 119          | 249    |
| 8 agosto 2025     | Morte del cardinale Estanislao Esteban Karlic                                 | Argentina          | 130      | 118          | 248    |

## Cronotassi

### Cronotassi dei segretari
- Segretario della cifra Decio Azzolino il Giovane (17 giugno 1653 - 2 marzo 1654 nominato cardinale diacono di Sant'Adriano al Foro)
- Canonico Federico Ubaldini (9 marzo 1654 - 14 aprile 1657 deceduto)
- Presbitero Domenico Riviera (19 febbraio 1710 - 24 luglio 1730 dimesso)
- Arcivescovo Rafael Merry del Val y Zulueta (21 luglio 1903 - 9 novembre 1903 nominato cardinale presbitero di Santa Prassede)
- Monsignore Scipione Tecchi (24 ottobre 1908 - 25 maggio 1914 creato cardinale)
- Arcivescovo Tommaso Pio Boggiani, O.P. (7 luglio 1914 - 4 dicembre 1916 creato cardinale)
- Arcivescovo Vincenzo Sardi di Rivisondoli (1916 - 12 agosto 1920 deceduto)
- Monsignore Luigi Sincero (12 ottobre 1920 - 23 maggio 1923 nominato cardinale diacono di San Giorgio in Velabro)
- Arcivescovo Raffaele Carlo Rossi, O.C.D. (7 giugno 1923 - 30 giugno 1930 nominato cardinale presbitero di Santa Prassede)
- Monsignore Vincenzo Santoro (3 luglio 1930 - 21 maggio 1943 deceduto)
- Monsignore Alberto di Jorio (1947 - 1958 dimesso)
- Arcivescovo Giuseppe Antonio Ferretto (20 gennaio 1959 - 16 gennaio 1961 nominato cardinale presbitero di Santa Croce in Gerusalemme)
- Arcivescovo Francesco Carpino (25 ottobre 1961 - 7 aprile 1967 nominato prefetto della Congregazione per il culto divino e la disciplina dei sacramenti)
- Arcivescovo Ernesto Civardi (16 luglio 1967 - 30 giugno 1979 nominato cardinale diacono di San Teodoro)
- Arcivescovo Lucas Moreira Neves, O.P. (15 novembre 1979 - 9 luglio 1987 nominato arcivescovo di San Salvador di Bahia)
- Arcivescovo Giovanni Battista Re (9 ottobre 1987 - 12 dicembre 1989 nominato sostituto per gli affari generali alla Segreteria di Stato della Santa Sede)
- Arcivescovo Justin Francis Rigali (2 gennaio 1990 - 25 gennaio 1994 nominato arcivescovo di Saint Louis)
- Arcivescovo Jorge María Mejía (10 marzo 1994 - 7 marzo 1998 nominato archivista e bibliotecario di Santa Romana Chiesa)
- Arcivescovo Francesco Monterisi (7 marzo 1998 - 3 luglio 2009 nominato arciprete della basilica papale di San Paolo fuori le mura)
- Arcivescovo Manuel Monteiro de Castro (21 ottobre 2009 - 18 febbraio 2012 nominato penitenziere maggiore)
- Arcivescovo Lorenzo Baldisseri (7 marzo 2012 - 28 gennaio 2014 nominato cardinale presbitero di Sant'Anselmo all'Aventino)
- Arcivescovo Ilson de Jesus Montanari, dal 28 gennaio 2014.